# .ad
.ad er et nationalt topdomæne der er reserveret til Andorra. Det styres af det statsejede Servei de Telecomunicacions d'Andorra, også kaldet Andorra Telecom.